# 金希爾 (愛達荷州)
金希爾（英語：King Hill）是位於美國愛達荷州埃爾莫爾縣的一個非建制地區。該地的面積和人口皆未知。

## 地理
金希爾的座標為43°00′15″N 115°12′24″W / 43.00417°N 115.20667°W，而該地的平均海拔高度為773米（即2536英尺）。